# Wetten, dass..?
Wetten, dass..? (Nederlands: Wedden dat..?) was een groots opgezet Duits amusementsprogramma op televisie waarin spel en muziek werden gecombineerd.
De opzet van het programma was dat een gast een weddenschap aangaat met een kandidaat, die aan het einde van het programma een nieuwe auto kon winnen. De verliezer moest dan een ludieke tegenprestatie uitvoeren.

## Achtergrond
Het programma duurde tweeënhalf uur, zonder tv-reclame tussendoor. Volgens de ZDF droeg dat ook bij aan de populariteit. Het programma werd ook op de zenders ORF (Oostenrijk) en SF (Zwitserland) uitgezonden. Het programma werd van 1981 tot 1999 ook in Nederland uitgezonden onder de titel Wedden dat..?.

## Geschiedenis
De eerste uitzending van het programma was op 14 februari 1981, en daarmee is het een van de langstlopende spelprogramma's op de Duitse televisie. Het programma heeft in de loop der jaren verschillende presentatoren gehad: Frank Elstner (1981-1987), Thomas Gottschalk (1987-1992 en 1994-2011), Wolfgang Lippert (1992-1993) en de laatste presentator Markus Lanz (2012-2014). Vanaf oktober 2009 tot 2011 was Michelle Hunziker de vaste assistente van Thomas Gottschalk.
Wetten, Dass..? werd gemiddeld eenmaal in de zes weken rechtstreeks uitgezonden vanuit elke keer een andere locatie. Het programma stond vooral bekend om de vele grote muziekoptredens. Artiesten als Michael Jackson, Whitney Houston, Elton John, Tina Turner, Cher, Carla Bruni en Joe Cocker traden erin op. De weddenschappen, waar het in dit programma om draait, worden vaak spectaculair opgezet. Het programma wordt door de ZDF, de Duitse televisiezender die het programma uitzendt, ook wel grootste tv-show van Europa genoemd.
Dat de weddenschappen niet altijd zonder gevaar waren, was te zien in de uitzending van 4 december 2010. Een van de kandidaten, de 23-jarige acteur Samuel Koch, beweerde over rijdende auto's heen te kunnen springen, maar tijdens de stunt werd hij bij de vierde poging geraakt en raakte zwaargewond. De regie schakelde over naar een camera die op het geschokte publiek gericht stond; vanuit de zaal werd niet meer gefilmd. Een cameraman die met zijn camera naar Koch toeliep, werd uitgejoeld, totdat Gottschalk zei dat het licht van de camera nodig was. Het programma werd na enkele minuten afgebroken. Na 25 minuten kwam Gottschalk weer terug in beeld en maakte hij bekend dat het programma afgebroken werd, iets wat nooit eerder gebeurd was. Koch overleefde het ongeluk, maar zou als gevolg van een dwarslaesie de rest van zijn leven verlamd en afhankelijk van een rolstoel blijven. Na het ongeval besloot de ZDF dat er geen gevaarlijke weddenschappen meer werden gedaan.
In de uitzending van 12 februari 2011 kondigde Thomas Gottschalk aan te zullen stoppen als presentator van Wetten, dass...?. De presentator vertelde in de uitzending dat hij na het ernstige ongeval met Koch niet verder kon gaan alsof er niets gebeurd was. Op 18 juni was Gottschalk nog te zien met een groot liveprogramma vanuit Mallorca en op 3 december 2011 presenteerde hij Wetten, dass...? voor het laatst. Het programma keerde op 6 oktober 2012 terug met de Italiaan Markus Lanz als de nieuwe presentator. Op 5 april 2014 maakte Lanz bekend dat het programma zou worden beëindigd. Er zouden nog drie afleveringen volgen. Op 13 december 2014 werd de laatste aflevering uitgezonden.In November 2021 was de show terug op televisie, dit zou een eenmalige uitzending zijn maar op Maandag 17 Januari 2022 werd bekend dat de show jaarlijks terug gaat keren.